# Lepanthes velifera
Lepanthes velifera är en orkidéart som beskrevs av Carlyle August Luer och Béhar. Lepanthes velifera ingår i släktet Lepanthes och familjen orkidéer.
Artens utbredningsområde är Guatemala. Inga underarter finns listade i Catalogue of Life.